# 디클로페낙
디클로페낙(diclofenac, 다이클로페낙, 잘 알려진 상표명: 볼타렌/Voltaren,디로낙/Dirinax)은 통풍 등 통증과 염증 치료에 사용되는 비스테로이드 항염증제(NSAID)이다. 구강으로 복용하거나 피부에 투여한다. 통증 개선은 일반적으로 30분 이내에 발생되며 8시간 정도 지속된다. 위 관련 문제를 줄이기 위해 미소프로스톨*과 함께 사용할 수 있다.
일반적인 부작용으로는 복통, 위장출혈, 구역질, 두통, 부기가 포함된다. 심각한 부작용으로는 심혈관계 질환, 뇌졸중, 신부전, 위궤양이 포함된다. 임신 기간에는 사용이 권장되지 않는다. 모유 수유 기간 중에는 안전한 것으로 간주된다. 프로스타글란딘 분비를 줄임으로써 효력이 발생하는 것으로 간주된다. COX-1(cycloxygenase-1)와 COX-2(cycloxygenase-2)를 둘 다 차단한다.
디클로페낙은 1965년 노바티스에 의해 특허화되었으며 1988년 미국에서 의료용으로 쓰이기 시작했다. 제네릭 의약품으로 판매되고 있다. 미국에서 1도스 당 도매가는 2018년 기준으로 US$0.15 미만이다. 2016년, 900만 건 이상의 처방과 더불어 미국에서는 가장 처방을 많이 받은 78번째 약품이었다. 소듐, 포타슘 솔트로 이용할 수 있다.

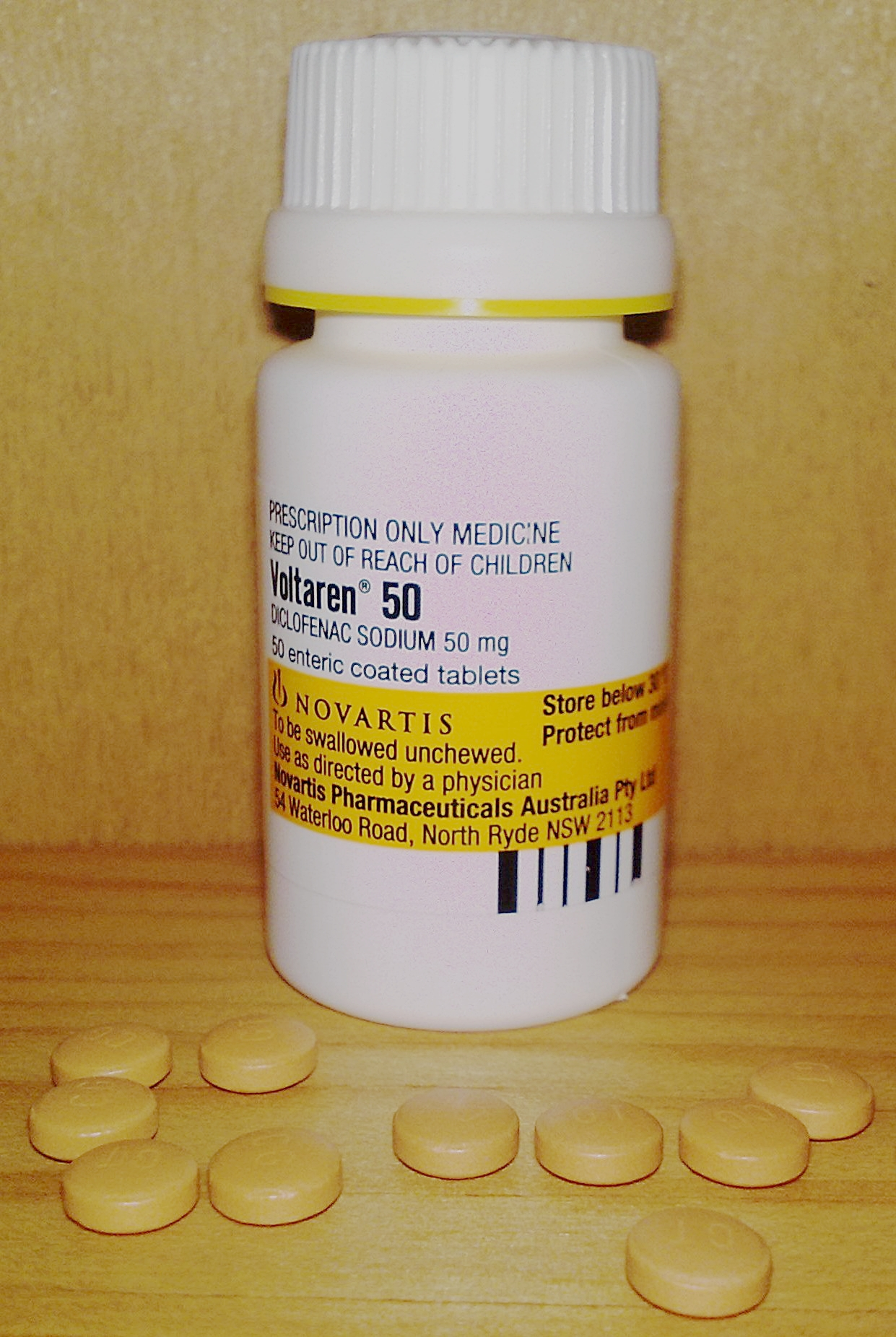
볼라텐(디클로페낙) 50 mg 장용성 제피 처리된 정제(錠劑)
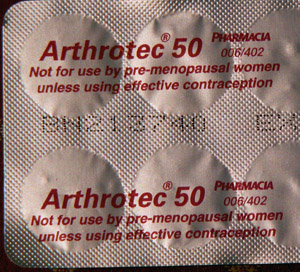
Arthrotec(디클로페낙과 미소프로스톨) 50 mg 정제
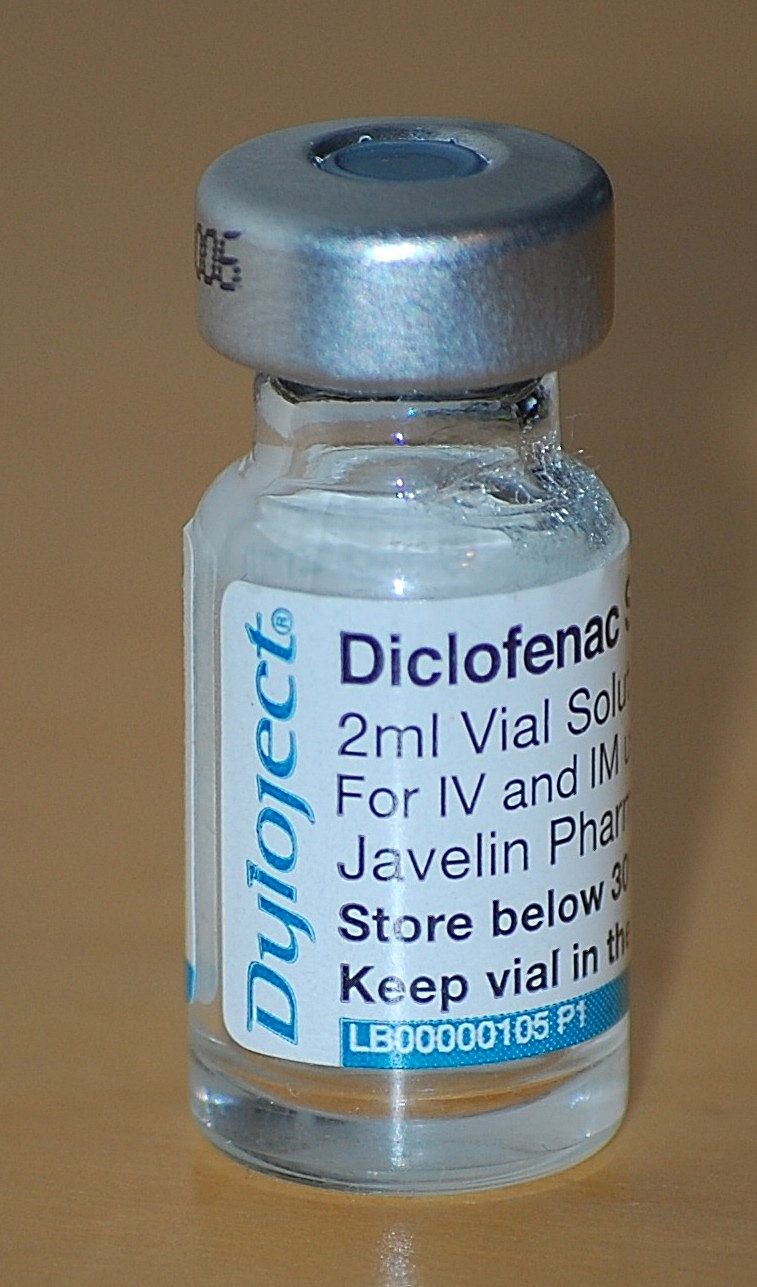
딜로젝트(Dyloject, 디클로페낙) 2 ml (IV 및 IM 주사용)
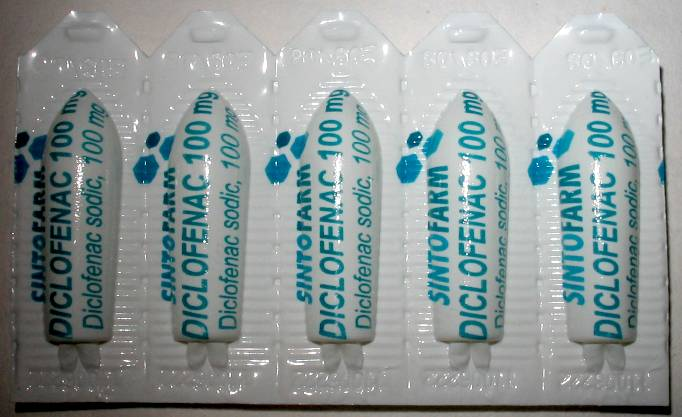
신토팜(Sintofarm, 디클로페낙): 좌약 주사용